# Отравленный рай
«Отравленный рай» (англ. Poisoned Paradise) — немой чёрно-белый фильм 1924 года. Экранизация романа Роберта У. Сервиса.

## Сюжет
Мать Марго Леблан выигрывает в казино в Монте-Карло. Воодушевившись её успехом, девушка решает тоже попробовать свои силы за игорным столом, но удача отворачивается от неё, и Марго проигрывает все до последнего цента. У неё не остается средств даже на еду и, мучимая голодом, она пытается обчистить карманы художника Хью Килдера. Тот ловит её на воровстве, но, выслушав печальную историю девушки, предлагает ей место экономки в своем доме. Марго принимает его предложение.
Тем временем в Монте-Карло приезжает профессор Дюран, друг отца Килдера. Он планирует сорвать банк с помощью системы, разработанной им на основе законов математики. Таким образом он хочет отомстить казино, которое по его мнению повинно в смерти его единственного сына. Выиграв несколько раз подряд, профессор делится секретом с Килдером. К несчастью, об этом узнают гангстеры. Они угрожают убить Марго, если художник не откроет им принцип действия системы Дюрана. В дело вмешивается полиция и арестовывает бандитов, а Килдер и Марго понимают, что любят друг друга.

## В ролях
| Актёр          | Роль            |
| -------------- | --------------- |
| Клара Боу      | Марго Леблан    |
| Кеннет Харлан  | Хью Килдер      |
| Джозеф Суикард | профессор Дюран |